# Hanka Bielicka

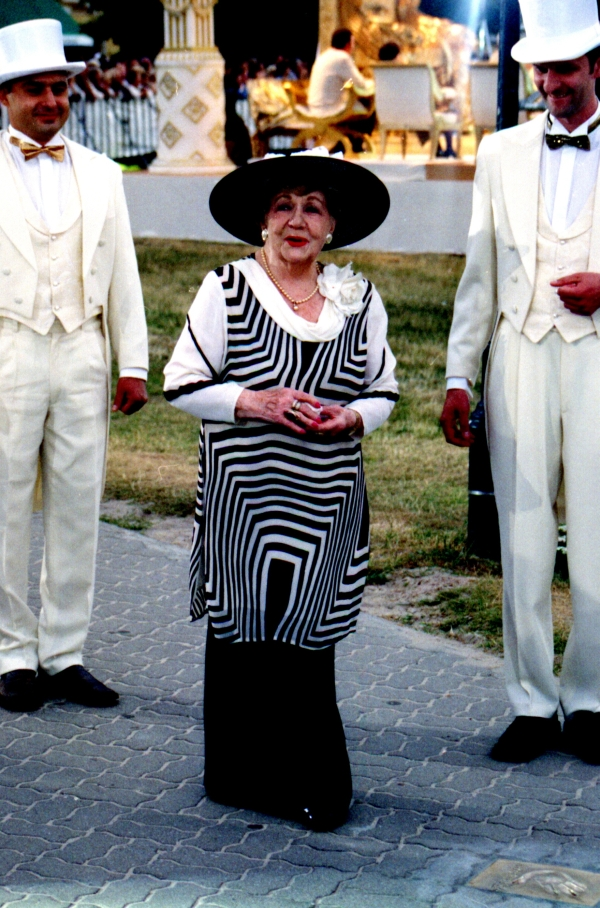
Hanka Bielicka

Hanka Bielicka, eigentlich Anna Weronika Bielicka (* 9. November 1915 in Kononowka, Gouvernement Poltawa, Russisches Kaiserreich, heute Kononivka, Oblast Tscherkassy, Ukraine; † 9. März 2006 in Warschau) war eine polnische Sängerin, Schauspielerin und Kabarettistin, die durch ihre Kunstfigur Hanka bekannt wurde.
Seit den 1940er-Jahren war sie in polnischen Film- und Fernsehproduktionen zu sehen. Sie war einem großen Publikum in Polen bekannt. Bis ins hohe Alter stand Hanka auf der Bühne.

## Filmografie (Auswahl)
- 1950: Zwei Brigaden (Dwie brygady)
- 1952: Die ersten Tage (Pierwsze dni)
- 1953: Das sollte man regeln (Sprawa do załatwienia)
- 1954: Eines Menschen Weg (Celuloza)
- 1955: Irene, bleib zu Hause (Irena do domu!)
- 1958: Was sagt meine Frau dazu? (Zadzwońcie do mojej żony)
- 1962: Ein Zirkusdirektor gibt nicht auf (Dom bez okien)
- 1963: Gangster und Philanthropen (Gangsterzy i filantropi)
- 1966: Hölle und Himmel (Piekło i niebo)
- 1967: Liebe im Atelier (Małżeństwo z rozsądku)
- 1968: Als Liebe ein Verbrechen war (Kiedy miłość była zbrodnią)
- 1969: Die siebente Geißel (Pan Wołodyjowski)